# Didymoglossum punctatum
Didymoglossum punctatum är en hinnbräkenväxtart. Didymoglossum punctatum ingår i släktet Didymoglossum och familjen Hymenophyllaceae.

## Underarter
Arten delas in i följande underarter:
- D. p. floridanum
- D. p. labiatum
- D. p. punctatum
- D. p. sphenoides